# Perdonare
Perdonare è un singolo del cantautore italiano Nek, pubblicato il 10 aprile 2020 come primo estratto dal quindicesimo album in studio Il mio gioco preferito: parte seconda.

## Descrizione
Il brano è stato scritto da Giulia Anania, Diego Cantero, Valerio Carboni, Jose Luìs Pagan e dallo stesso Nek.

## Video musicale
Il videoclip, realizzato da casa con i contributi di Nek e di molte persone comuni, è stato pubblicato il 15 aprile 2020 sul canale YouTube della Warner Music Italy. Nel video compaiono anche la moglie e le figlie del cantante.

## Tracce
1. Perdonare – 3:58